# Le Signe Società Sportiva 1950-1951
Questa pagina raccoglie le informazioni riguardanti la Società Sportiva Le Signe nelle competizioni ufficiali della stagione 1950-1951.

## Rosa
| N. |                   | Ruolo | Calciatore     |
| -- | ----------------- | ----- | -------------- |
|    | Italia (bandiera) | C     | A. Biagiotti   |
|    | Italia (bandiera) | C     | A. Docchi      |
|    | Italia (bandiera) | C     | F. Francesconi |
|    | Italia (bandiera) | A     | G. Franci      |
|    | Italia (bandiera) | A     | S. Grassi      |
|    | Italia (bandiera) | A     | G. Manfredi    |

| N. |                   | Ruolo | Calciatore    |
| -- | ----------------- | ----- | ------------- |
|    | Italia (bandiera) | A     | M. Mazzoni    |
|    | Italia (bandiera) | D     | Mario Mazzoni |
|    | Italia (bandiera) | D     | V. Pistocchi  |
|    | Italia (bandiera) | A     | M. Romol      |
|    | Italia (bandiera) | P     | F. Soldaini   |